# Lezo-Errentería
Lezo-Errentería (hiszp: Estación de Lezo-Rentería, bask: Lezo-Errenteriako geltokia) – stacja kolejowa w gminie Errenteria, w prowincji Gipuzkoa, we wspólnocie autonomicznej Kraj Basków, w Hiszpanii. Jest obsługiwana przez pociągi linii C-1 Cercanías San Sebastián.

## Położenie stacji
Znajduje się na 629,570 km linii Madryt – Hendaye rozstawu normalnotorowego, na wysokości 11 m n.p.m.. Linia jest dwutorowa i zelektryfikowana.

## Historia
Stacja została otwarta 20 sierpnia 1863 wraz z odcinkiem Beasain-San Sebastián linii Madryt-Hendaye. Linię wybudowała Norte. Spółka zarządzała linią do 1941 roku kiedy nastąpiła nacjonalizacja kolei w Hiszpanii i włączono ją do nowo utworzonego RENFE.
Od 31 grudnia 2004 infrastrukturą kolejową zarządza Adif.

## Linie kolejowe
- Madryt – Hendaye